# Apolo Citaredo

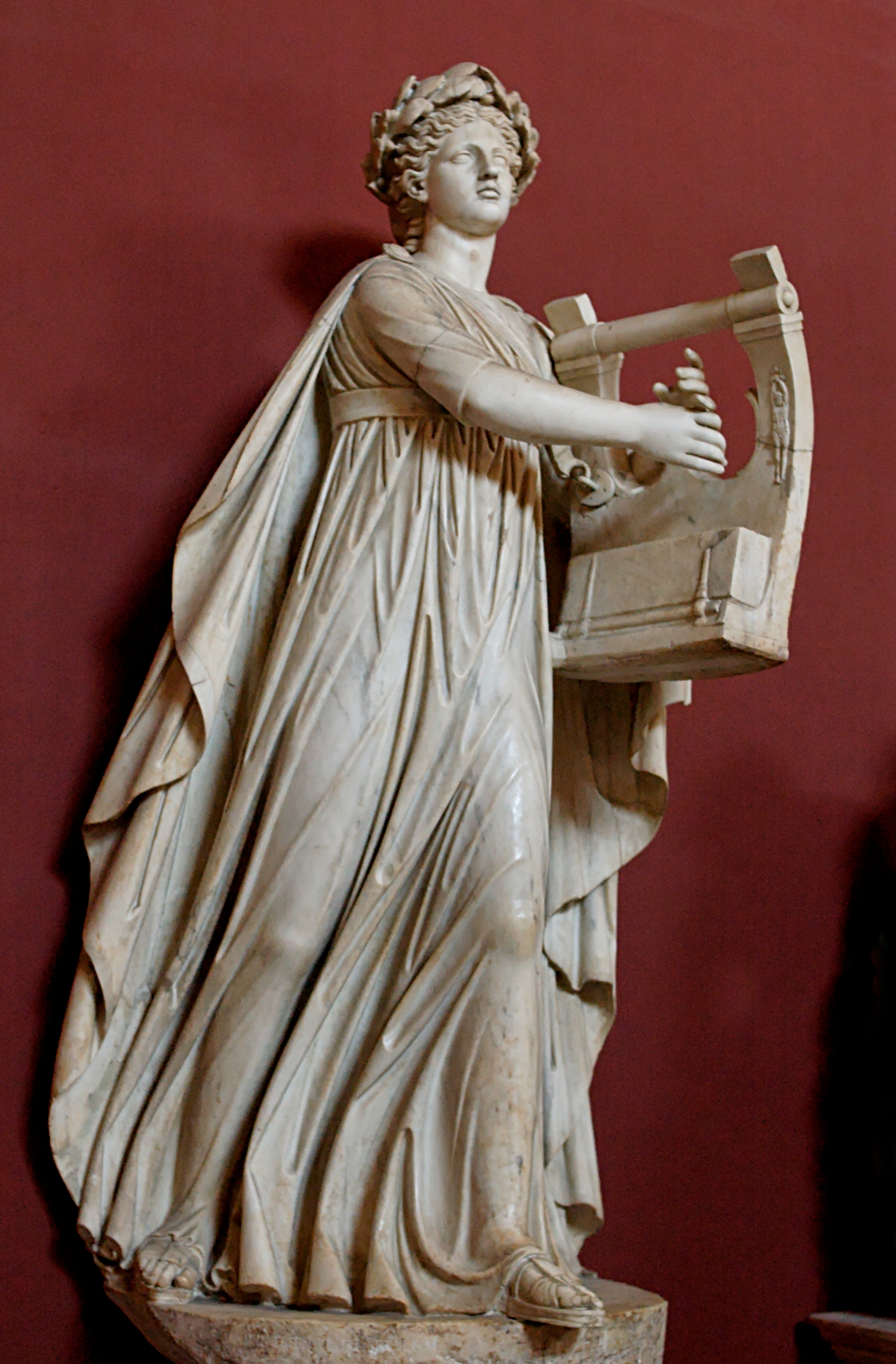
Apolo Citaredo con una cítara (Museo Pio-Clementino).

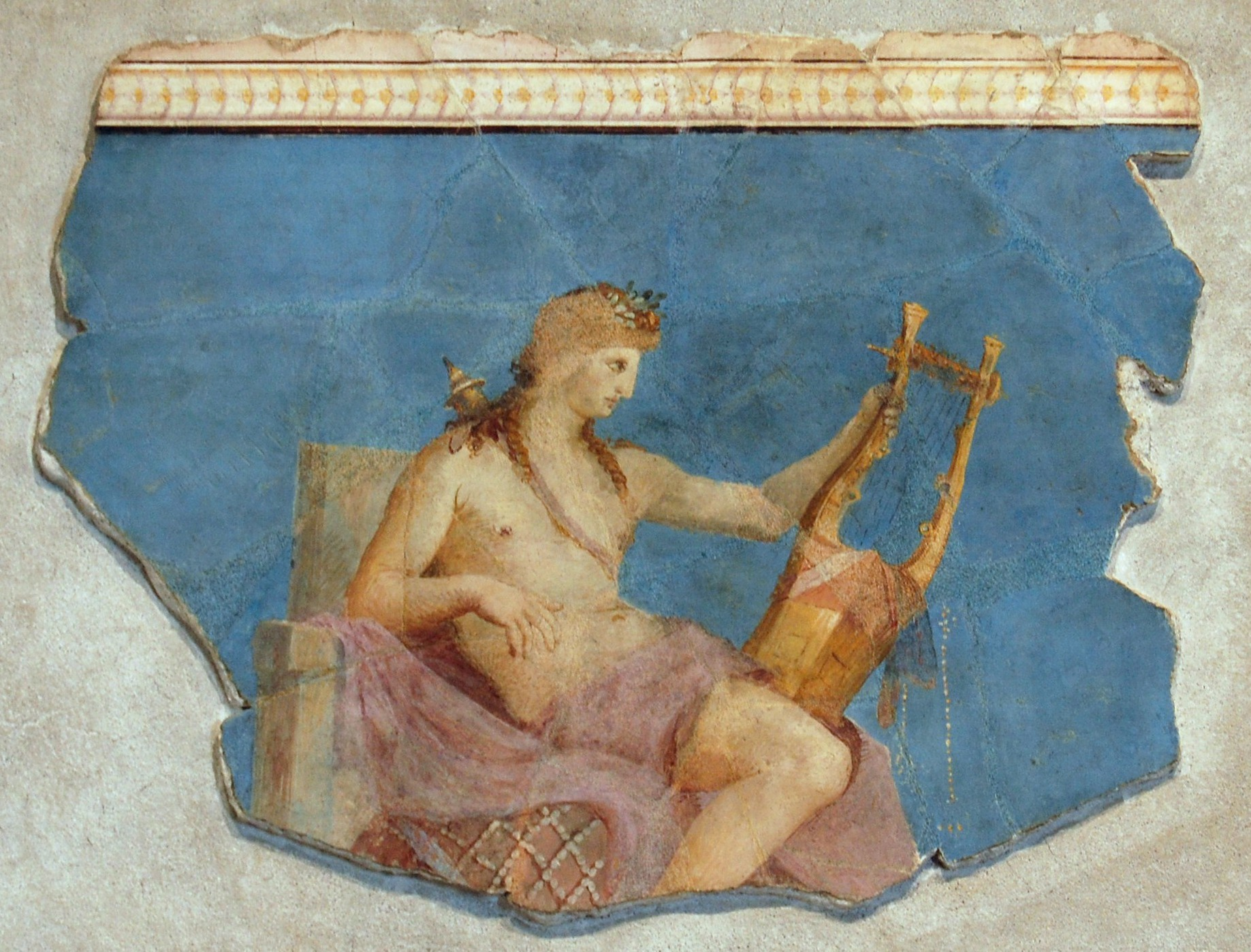
Apolo Citaredo en un fresco que se conserva en el Museo Palatino de Roma, Edad augustea.

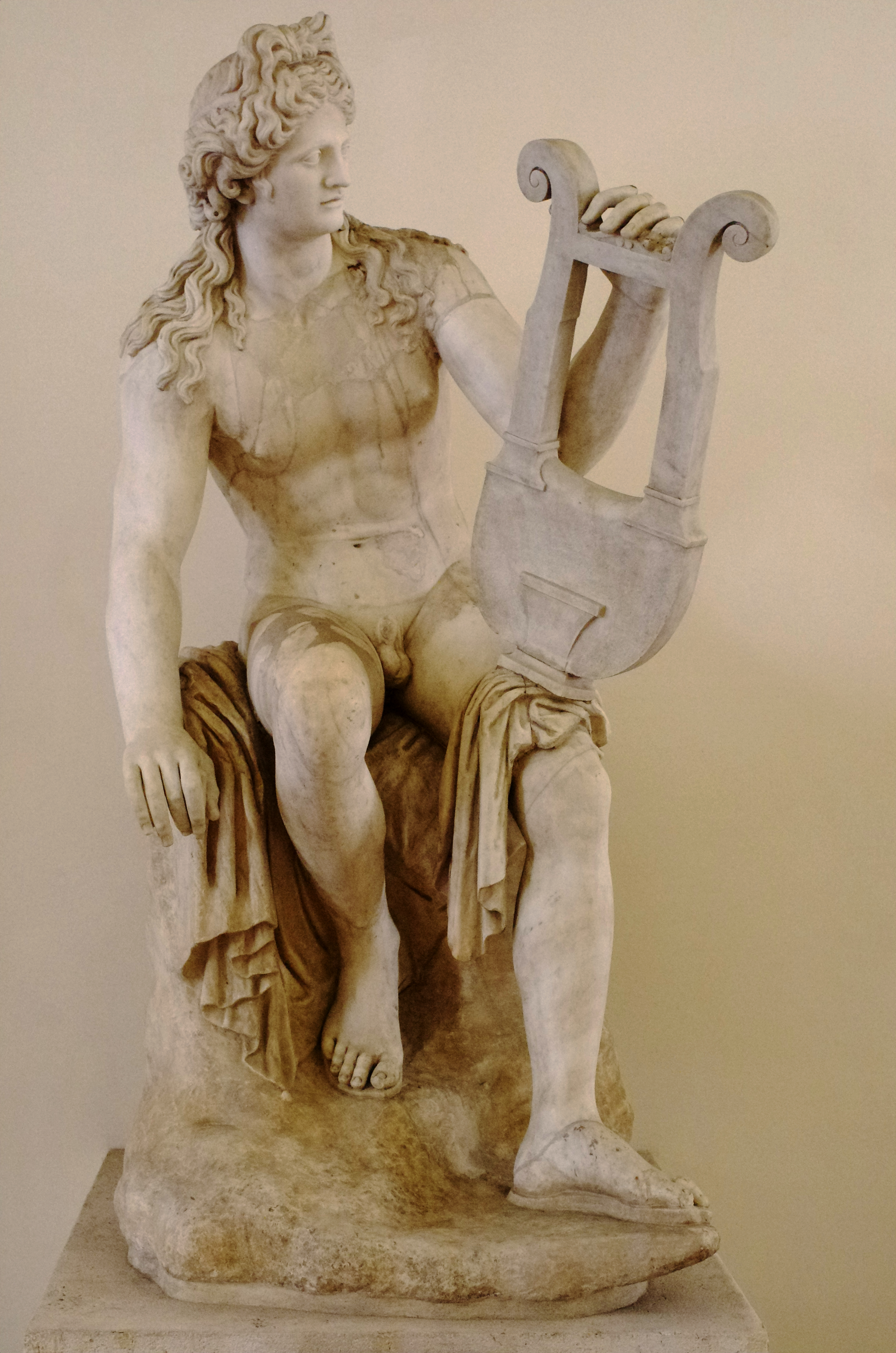
Apollo Altemps, Palacio Altemps (Roma)

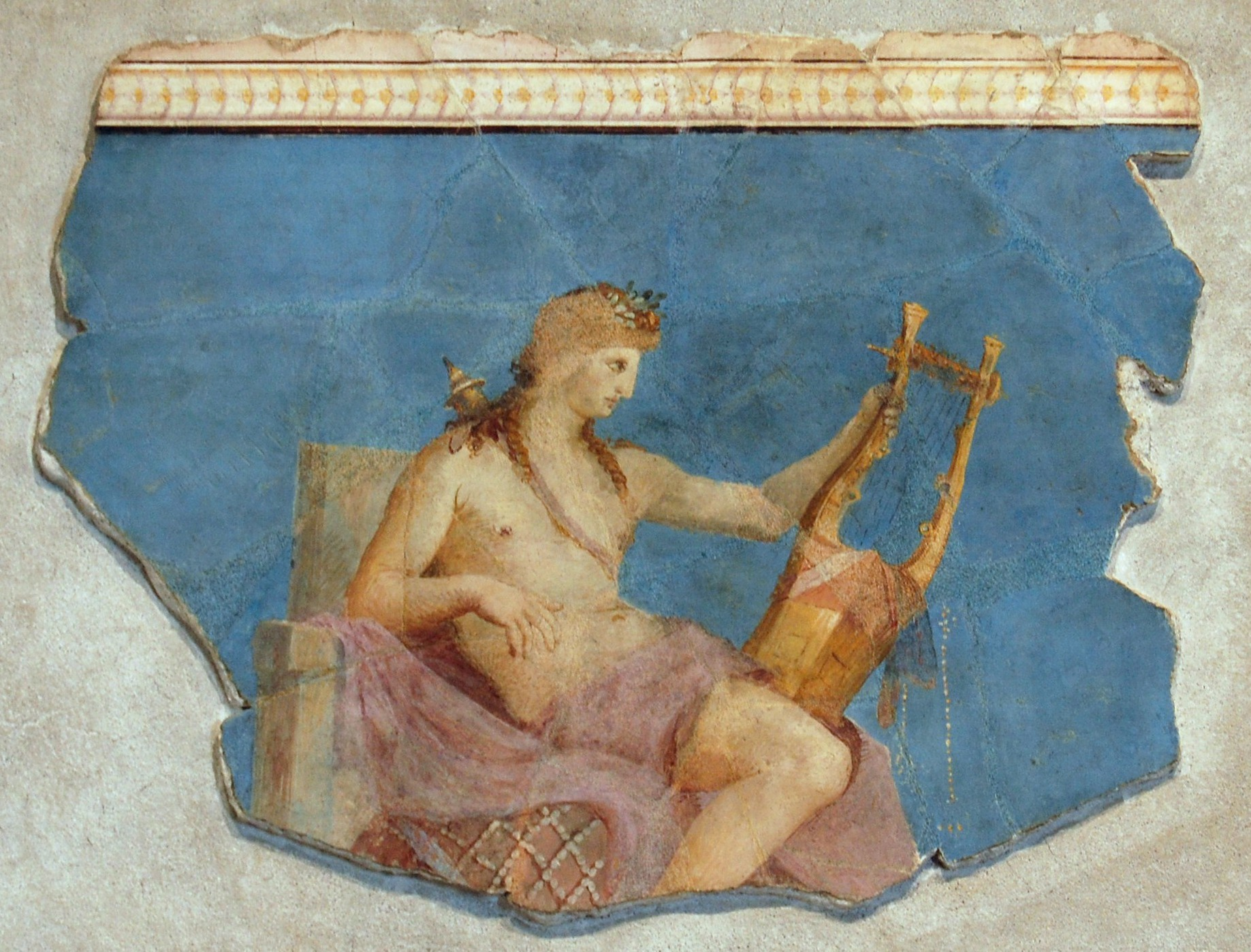
Apolo Citaredo, pintura mural del monte Palatino.

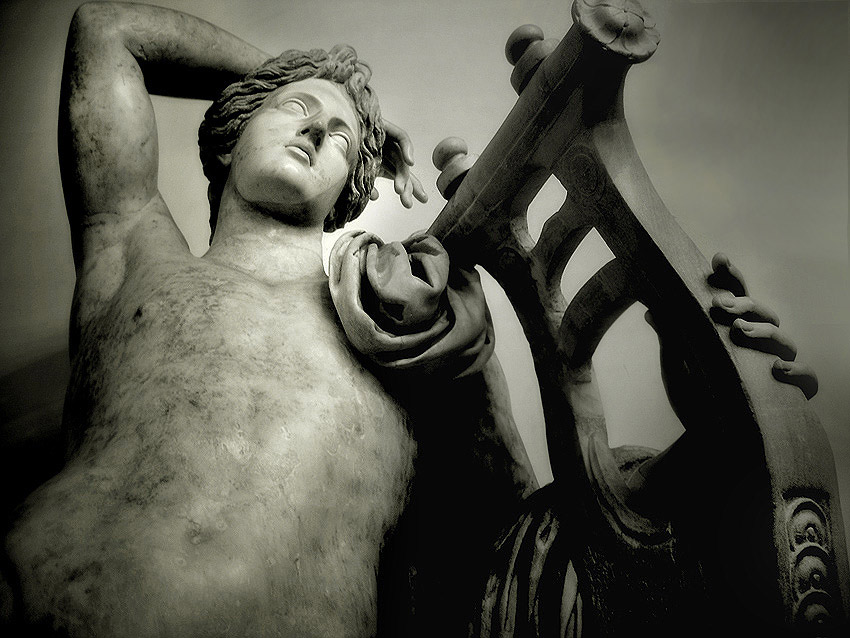
Apolo Citaredo de los Museos Capitolinos (Roma).

Un Apolo Citaredo, designa a una estatua u otro tipo de imagen de Apolo portando uno de sus atributos, la cítara, instrumento de cuerda pulsada. 
Entre los más conocidos se encuentra el Apolo Citaredo de los Museos Vaticanos, una colosal estatua de mármol del siglo II de un escultor romano desconocido. Apolo está coronado con hojas de laurel y lleva la larga vestimenta de los bardos jónicos. La estatua fue encontrada en 1774 junto a siete estatuas de las musas en las ruinas de la villa de Cayo Casio Longino, cerca de Tívoli. Las esculturas se conservan en la Sala de las Musas, en el Museo Pío-Clementino de los Museos Vaticanos.
Una escultura de mármol, ahora identificada como Pothos, que procedía de una perdida obra original griega de Escopas del siglo IV a. C., fue restaurada como Apolo Citaredo y se conserva en el Gran Salón del Palacio Nuevo (Museos Capitolinos). Otro Apolo Citaredo de mármol de 2,29 m, copia de un original helenístico atribuido a Timárquides, del siglo II a. C., se encuentra también allí. 
Se conserva también un Apolo Citaredo (Museo del Prado) en Madrid, también atribuido a Timárquides, de mármol blanco de 1,10 m al que le faltan brazos y cabeza.
Otros ejemplos incluyen el Apolo de Mantua y el Apolo Barberini, posiblemente una copia de la estatua de culto del Templo de Apolo Palatino, conservada en la Glyptothek de Munich.